# Zumaglia
Zumaglia (piemontiul: Zumaja) település Olaszországban, Piemont régióban, Biella megyében. Lakosainak száma 977 fő (2023. január 1.). Zumaglia Biella, Pettinengo és Ronco Biellese községekkel határos.

## Népesség
A település lakossága az elmúlt években az alábbi módon változott:
| Lakosok száma | 1053 | 1024 | 977  |
|               | 2017 | 2018 | 2023 |